# Tamana (Kiribati)
A ilha de Tamana é a mais pequena das Ilhas Gilbert, em Kiribati. Tem 4.8 km² de área.